# Micky-Maus-Klub
Der Micky-Maus-Klub (MMK) wurde 1956 als redaktioneller Teil in der Comiczeitschrift Micky Maus des Ehapa-Verlages gestartet.
Für die Klubmitglieder wurde eine eigene Satzung mit 12 Paragraphen erstellt, bei der es in Paragraph 6 hieß, dass es „die vornehmste Aufgabe jedes Klubs ist, so viele gute Taten wie nur möglich zu vollbringen“. Paragraph 3 legte fest, dass die MMK-Mitglieder „höflich zu allen Erwachsenen, besonders zu ihren Eltern und Lehrern“ sind.
Die Klubmitglieder wurden dazu angehalten, auch an ihrem Wohnort einen Klub zu gründen und dazu einen Klubleiter, einen Schriftführer und einen Klubkassierer zu wählen. Der Klubleiter hatte dafür zu sorgen, dass „im Klub immer etwas los ist“ und dazu Wanderungen, Sportwettkämpfe und Spiele, Hilfsaktionen, Theateraufführungen, Klubnachmittage, Bastel-, Lese- und Singstunden zu organisieren. Ob es jemals in einem der Klubs tatsächlich zu einem derart umfangreichen Programm gekommen ist, ist nicht bekannt.
Eifrige Sammler der Micky Maus-Hefte fanden zu der Zeit in jedem Heft auch eine heraustrennbare Gutscheinecke. Bei 15 Gutscheinen konnte man sich eine MMK-Klubnadel bestellen, bei 20 Gutscheinen gab es ein MMK-Ärmelwappen und für 25 Gutscheine ein MMK-Taschenbuch. Für besonders verdienstvolle Leistungen konnte auch eine goldene MMK-Ehrennadel verliehen werden.
In den Heften befand sich der redaktionelle Teil für die Klubmitglieder in den Ausgaben 1/1956 bis 1/1976 auf den Mittelseiten der Micky Maus, anfangs als MMK Nachrichten, später MMK Zeitung und MMK Magazin. Aufgrund der Ergebnisse einer Leserbefragung 1975 wurde der redaktionelle Teil nach 993 Heften wieder aus dem Heft genommen. Das letzte MMK Magazin in Ausgabe 1/1976 trug allerdings die Nummer 995, weil 1961 versehentlich die Nummern 216 und 217 übersprungen wurden.

## Hintergründe
In den 1950er-Jahren schwappten immer mehr kulturelle „Errungenschaften“ aus den Vereinigten Staaten nach Europa und wurden hier mit moralischen Sorgenfalten beobachtet. Insbesondere im deutschsprachigen Raum konnte man sich mit verschiedenen neuen Stilen nicht anfreunden. Jazz und Rock ’n’ Roll wurden als „Negermusik“ diffamiert, Abenteuerromane und Science-Fiction als „Schundliteratur“ und „Groschenroman“ bezeichnet. Die aus Amerika importierten Comics wurden als „Volksverdummung“ gebrandmarkt. 1955 wurde in Deutschland ein Versuch gestartet, Comics gerichtlich verbieten zu lassen. Der Versuch scheiterte aber.
Schon im ersten deutschen „Micky Maus“-Heft vom 29. August 1951 sah sich der Herausgeber veranlasst, den Hinweis unterzubringen: „Ihr braucht diese wunderschönen Hefte nicht heimlich zu kaufen, sondern dürft sie Euch jeden Monat wünschen. Ihr werdet bald merken, auch die Erwachsenen haben ihre stille Freude daran.“
Zur Beruhigung der Moralwächter wurden verschiedene Aktionen unternommen, um die „Harmlosigkeit“ und den „kulturellen Wert“ der Comics hervorzuheben. Den Eltern und Lehrern zu gehorchen, jeden Tag eine gute Tat tun und mit verschiedenen Aktionen die Jugend von der Straße zu holen, sind hier die nur zu verständlichen Ziele des Micky-Maus-Klubs gewesen. Micky Maus und auch Nick Knatterton und Prinz Eisenherz wurden als „moralisch unbedenklich“ eingestuft. Nebenbei war die Idee mit den Gutscheinen in den verschiedenen Heften eine durchaus gelungene Marketing-Aktion, die zu vielen neuen Käufern und Lesern führte.